# Kang Youwei

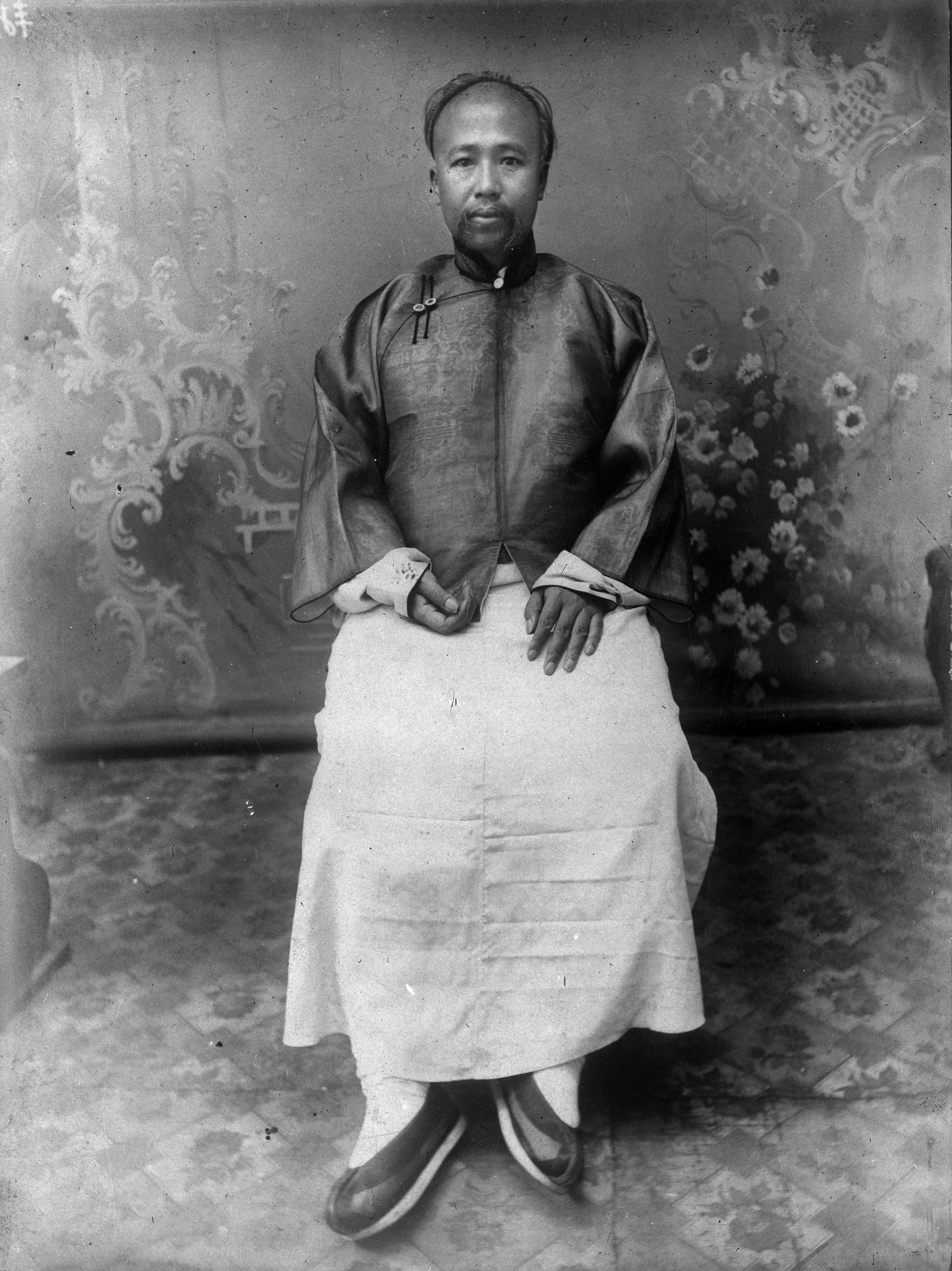
Kang Youwei hacia 1920.

Kang Youwei o K'ang Yu-wei (19 de marzo de 1858, Foshan (Guangdong) - 31 de marzo de 1927, Qingdao) fue un académico chino, una figura clave en el desarrollo intelectual de la moderna China. Destacó en el campo de la caligrafía y especialmente como reformista social. 
Según el ensayista indio Pankaj Mishra, «Kang se consideraba a sí mismo un sabio confuciano con la misión moral de rejuvenecer China. Con la vista puesta en ese resultado, Kang no vacilaba en reformular el propio confucianismo». En ese sentido el gran pensador reformista chino y discípulo suyo, Liang Qichao, dijo de él que era el Martín Lutero del confucianismo. Kang además era un firme partidario de la monarquía constitucional y pretendía remodelar el país a imagen de la transformación ocurrida en Japón tras la revolución Meiji. 

## Vida y pensamiento
Dirigió una escuela situada en un templo confuciano de Cantón dedicada a la preparación de los alumnos para los exámenes de ingreso en el cuerpo de funcionarios imperiales y en la que además explicaba su reinterpretación del confucianismo como instrumento para el cambio social y educativo que China necesitaba, tal como había explicado en las numerosas cartas y memorandos que había enviado a la corte Qing de Pekín y que no habían obtenido respuesta.

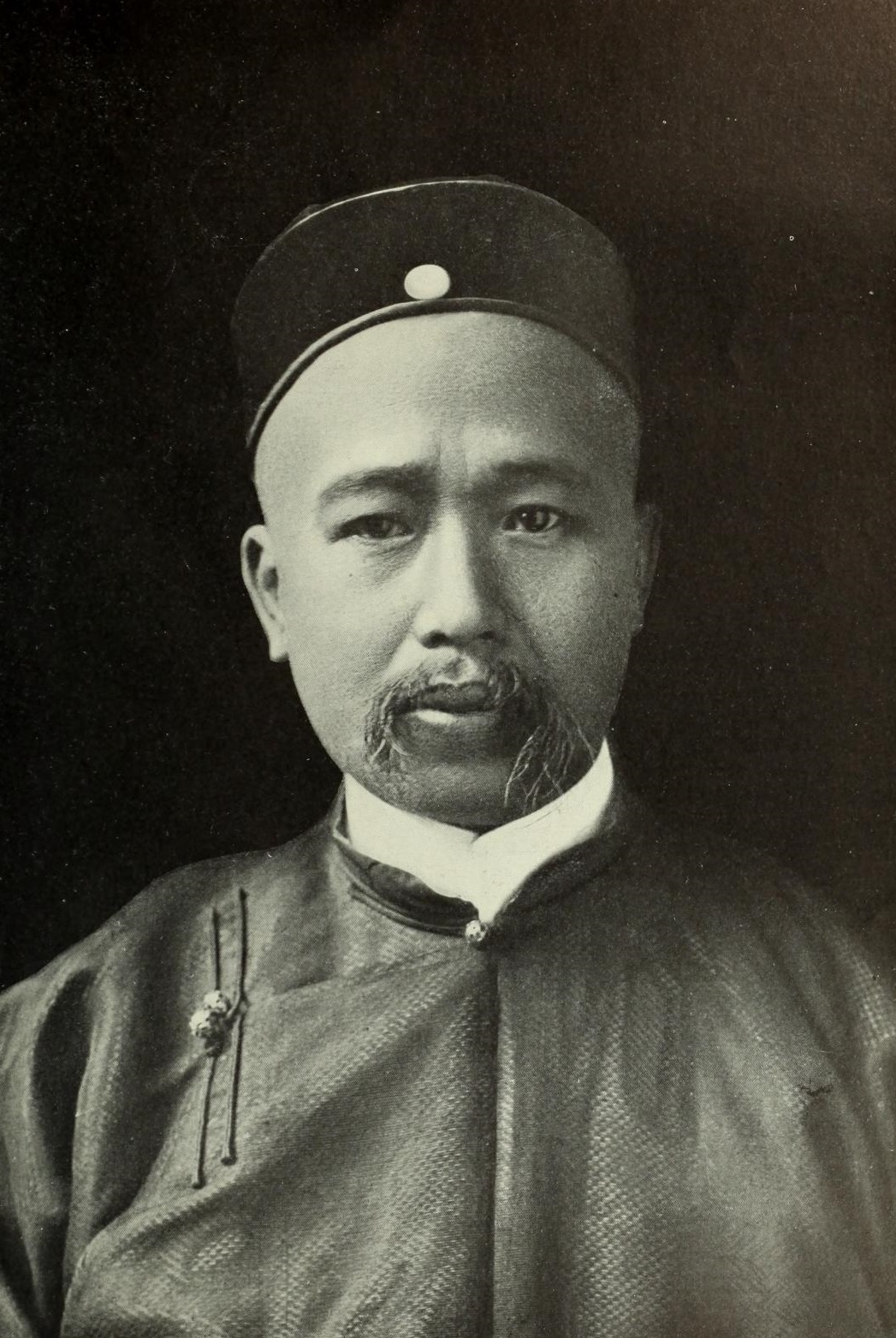
Kang Youwei antes de 1906.

Durante el viaje que hizo en 1895 a Pekín con su discípulo más brillante Liang Qichao para presentarse a los exámenes imperiales, su barco, aunque estaba en aguas territoriales chinas, fue abordado y registrado por un navío de Japón —que acababa de infligir una contundente derrota a China—, lo que enfureció a Kang y a Liang, preocupados ambos por la insuficiente respuesta de China a la agresión que estaba padeciendo desde las Guerras del Opio por parte de las potencias occidentales —y ahora también de Japón—. Su ira creció cuando estando ya en Pekín se conocieron los términos del humillante Tratado de Shimonoseki por el que China, entre otras concesiones, se veía obligada a ceder la isla de Taiwán a Japón y a renunciar a Corea. Entonces Kang reunió a todos los jóvenes que iban a realizar los exámenes imperiales y en un gesto inaudito presentó una petición colectiva al joven emperador Guangxu, totalmente dominado por su tía la emperatriz viuda Cixi, para que rechazara el tratado e iniciara una serie de reformas al estilo del tanzimat del Imperio Otomano. Kang organizó a continuación una campaña de propaganda y creó sociedades de estudio con nombres como «Sociedad para el Estudio de la Fortaleza Nacional».
A principios de 1898 la emperatriz viuda Cixi dejó que el joven emperador Guangxu, que tenía entonces veintitrés años, gobernara con plenos poderes y éste llamó inmediatamente a Kang, de quien había leído la petición y el memorando que le había enviado tres años antes, para que se reuniera con él en la Ciudad Prohibida. Durante cinco horas hablaron de las reformas que había que poner en marcha y a partir del 10 de junio comenzaron a publicarse una batería de decretos que se propusieron transformar China en todos los ámbitos, desde la administración local hasta el intercambio cultural internacional. Kang contó con la colaboración de Liang Qichao y de Tan Sitong, que le acompañaron a las reuniones que mantuvo con el emperador y en las que no se guardaba en absoluto el rígido protocolo de la corte Qing.
El ritmo tan rápido de las reformas iniciadas el 10 de junio de 1898 y su contenido, especialmente la abolición del sistema de exámenes imperiales, provocó la hostilidad de los sectores conservadores que seguían siendo fieles a la emperatriz viuda. Su contundente respuesta se produjo el 21 de septiembre de 1898, 103 días después del primer decreto imperial, cuando anunció que volvía a asumir los plenos poderes porque el emperador estaba aquejado de una grave enfermedad —en realidad estaba prisionero en una pequeña isla dentro de los jardines imperiales—.
A continuación anuló la mayoría de los decretos promulgados desde el 10 de junio y emitió órdenes de arresto en contra de Kang, Liang y Tan Sitong, entre otros intelectuales que habían participado en la «Reforma de los Cien Días». Kang logró escapar a Shanghái y desde allí huyó a la colonia británica de Hong Kong, mientras que Liang se refugió en la embajada japonesa, pero Tan Sitong no quiso huir y se dejó detener. Fue condenado a muerte y decapitado junto con otros cinco promotores de las reformas, que serían conocidos como los Seis caballeros de la Reforma de los Cien Días  La emperatriz Cixi ordenó también que las tumbas de la familia de Kang fueran profanadas.

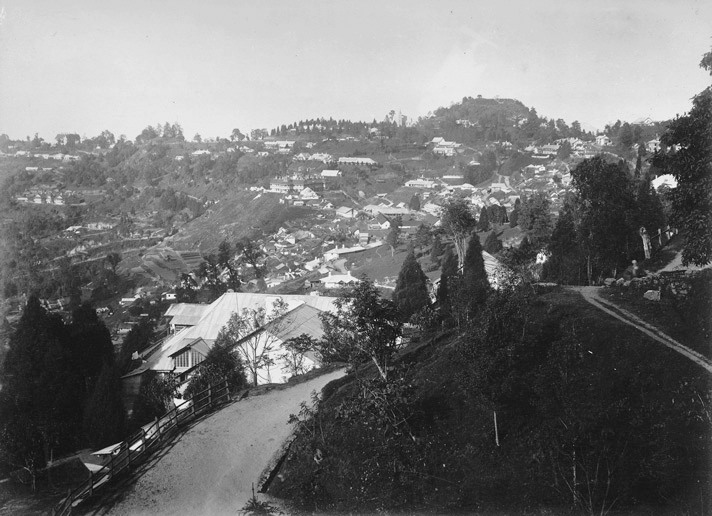
Vista de Darjeeling (India) en 1880.

Kang logró llegar a Japón en noviembre de 1898, donde se reunió con Liang Qichao, pero en el verano del año siguiente se marchó a Canadá donde fundó la «Sociedad para la protección del Emperador». Cuando estalló la rebelión de los bóxers en la primavera de 1900 Kang intentó incitar una insurrección armada pero su fracaso le obligó a refugiarse en la isla de Penang, entonces bajo soberanía británica, donde se encontraba también Sun Yat-sen, con quien acabó peleándose. En diciembre de 1901 se trasladó a la India, pasando un año en el complejo de Darjeeling en el Himalaya. Allí terminó su tratado El libro de la Gran Comunidad, en el que defendía un cierto internacionalismo utópico al proponer la formación de una comunidad moral universal en la que no habría distinción de raza, etnia o idioma, y en la que incluso ya no existiría la familia.
En sus viajes se reunió con la diáspora china para promover una monarquía constitucional, a la vez que competía con el revolucionario Sun Yat-sen y sus organizaciones Sociedad Revivir China y Alianza Revolucionaria para conseguir fondos y seguidores.
En el exilio se opuso a la revolución; en cambio, favoreció a la reconstrucción de China mediante la ciencia, la tecnología y la industria. Regresó en 1914 y participó en un intento de reinstauración del emperador mediante un golpe de Estado fallido en 1917 . Sus temores de un país dividido lo orillaron a oponerse al gobierno de Sun Yat-sen en el sur de China. 
La reputación de Kang sirve como barómetro de las actitudes políticas de su tiempo. En el plazo de menos de veinte años pasó de ser considerado un radical iconoclasta a ser tenido por un paria anacrónico sin modificar su ideología de modo significativo.
Kang fue envenenado en la ciudad de Qingdao (Shandong) en 1927.[cita requerida]

### ElLibro de la Gran Unidad
Escribió un tratado utópico titulado El Libro de la Gran Unidad (大同書), en el que tomó como referencia el principio del confucianismo llamado datong. Las ideas de este libro aparecieron en sus notas de clase de 1884. Animado por sus alumnos, trabajó en este libro durante las siguientes dos décadas, pero no fue hasta su exilio en la India que terminó el primer borrador. Los dos primeros capítulos del libro se publicaron en Japón en el siglo XX, pero el libro no se publicó en su totalidad hasta 1935, unos siete años después de su muerte.
Kang propuso un mundo futuro utópico, libre de fronteras políticas y gobernado democráticamente por un gobierno central. En su plan, el mundo se dividiría en distritos administrativos rectangulares, que serían autónomos bajo una democracia directa pero leales a un gobierno mundial central. También se produciría la disolución de las fronteras raciales. Kang esboza un programa de eugenesia inmensamente ambicioso que eliminaría el fenotipo racial "marrón y negro" después de un milenio y conduciría al surgimiento de una raza humana homogénea de piel clara cuyos miembros "serían del mismo color, la misma apariencia, el mismo tamaño  y la misma inteligencia".
La familia sería reemplazada por instituciones estatales, como instituciones de enseñanza del útero, guarderías y escuelas. El matrimonio sería reemplazado por contratos de un año entre una mujer y un hombre.  Kang consideraba que la forma contemporánea de matrimonio, en la que una mujer quedaba atrapada durante toda la vida, era demasiado opresiva.
Kang veía el capitalismo como un sistema inherentemente malvado. Creía que el gobierno debería establecer instituciones socialistas para velar por el bienestar de cada individuo. En un momento, incluso abogó por que el gobierno debería adoptar los métodos del "comunismo", aunque se debate qué quiso decir Kang con este término.
Con este espíritu, además de establecer guarderías y escuelas gubernamentales para reemplazar la institución de la familia, también imaginó residencias de ancianos para ancianos administradas por el gobierno. Se debate si las ideas socialistas de Kang se inspiraron más en el pensamiento occidental o en los ideales tradicionales confucianos.

## Defensor de una monarquía constitucional
Kang Youwei no regresó a China hasta 1913. Kang Youwei se opuso al intento de Yuan Shikai de derrocar al nuevo gobierno de la República de China y restaurar el imperio como una monarquía constitucional. A continuación, intentó dar un golpe de Estado para restaurar la monarquía junto a Zhang Xun. El último emperador de la dinastía Qing, Puyi, fue entonces colocado en el trono tras la muerte de Yuan Shikai. Pero su reinado sólo duró trece días y Kang Youwei se vio obligado de nuevo a refugiarse en la embajada de Estados Unidos. A pesar de ello, persistió en la difusión de sus ideas y acabó estableciéndose definitivamente en Shanghai. Allí consiguió crear una pequeña comunidad de seguidores, dispuestos a respaldar sus teorías y publicaciones, hasta su muerte en 1927.

## Consideraciones filosóficas
Kang enumeraba las fuentes del sufrimiento humano de un modo similar al del budismo.
Los sufrimientos asociados a la vida física del hombre son ser implantado en el vientre materno, la muerte prematura, la pérdida de un miembro, ser bárbaro, vivir fuera de China, ser esclavo y ser mujer. Los sufrimientos asociados a las catástrofes naturales son la hambruna por inundación o sequía, la epidemia, la conflagración, la inundación, las erupciones volcánicas, el derrumbe de edificios, el naufragio y las plagas de langostas. Los sufrimientos asociados a la relación humana son ser viuda, ser huérfano o carencia de hijos, estar enfermo sin nadie que te atienda, sufrir pobreza y tener una posición baja y mezquina en la vida.  Los sufrimientos asociados a la sociedad son el castigo corporal y el encarcelamiento, los impuestos, la conscripción militar, la estratificación social, las instituciones políticas opresivas, la existencia del Estado y la existencia de la familia. Los sentimientos humanos que causan sufrimiento son la estupidez, el odio, la fatiga, la lujuria, el apego a las cosas y el deseo. Las cosas que causan sufrimiento por la estima en que se tienen son la riqueza, la posición eminente, la longevidad, ser gobernante y ser líder espiritual. También visualizó una jerarquía de varias religiones, en la que el cristianismo y el islamismo se consideraban las más bajas, y por encima de ellas estaban el confucianismo, taoísmo y el budismo. Predijo que las religiones inferiores acabarían desapareciendo en el futuro.

## Caligrafía

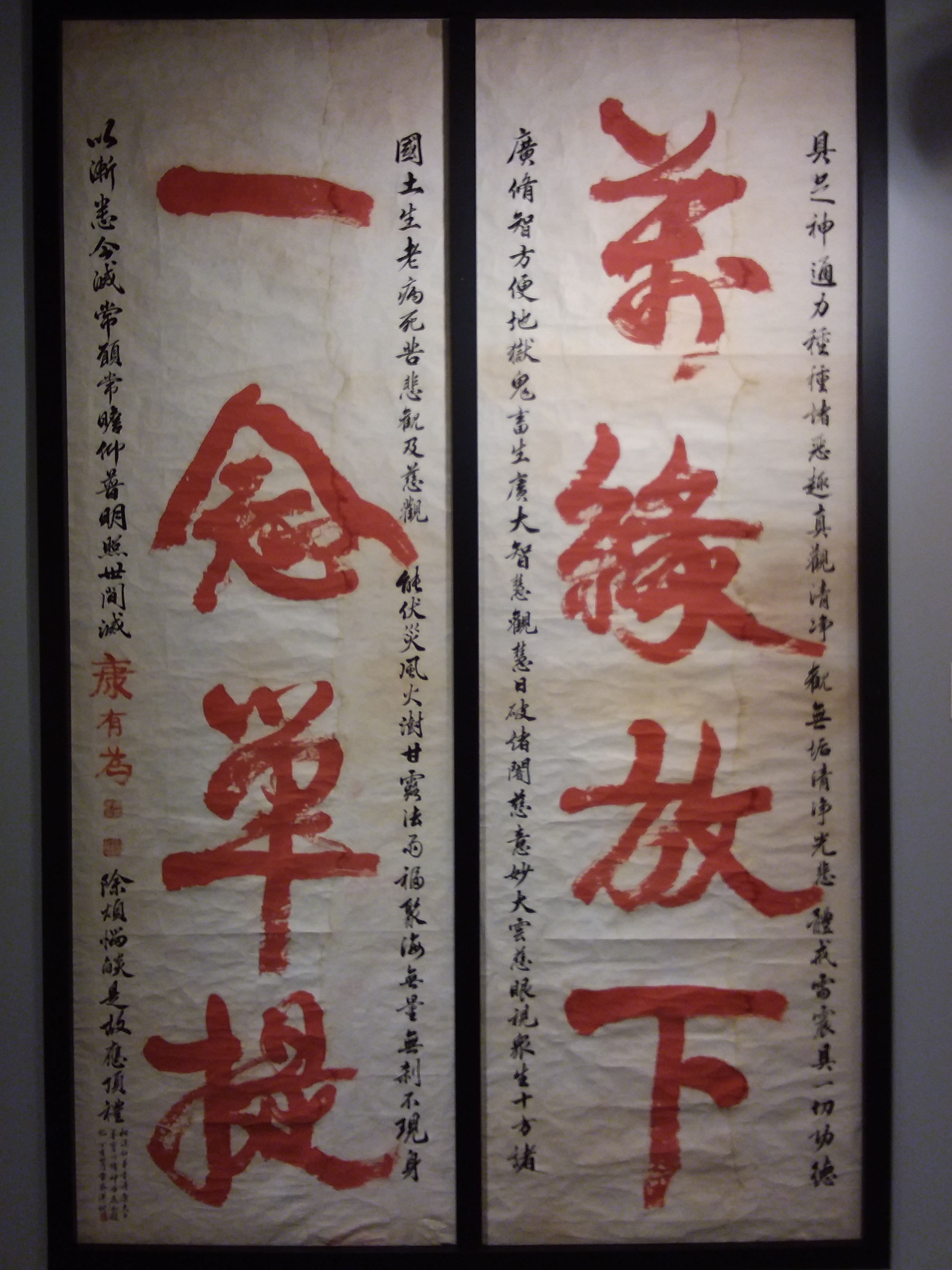
Trabajo de caligrafía de Kang Youwei.

Kang Youwei fue un consumado calígrafo, responsable de la creación del font Kang (Bad Model, chino: 破体). Elogió la caligrafía en tablilla y despreció la caligrafía modelo. En sus primeros años, aprendió de Ouyang Xun por imitación. En su obra Guang yizhoushuangji (广艺舟双楫), realizó una investigación e introducción exhaustiva y sistemática sobre la caligrafía en tablillas. En los últimos años de Kang, la venta de caligrafía se convirtió en su fuente de ingresos más fiable.

## Isla Kang Youwei

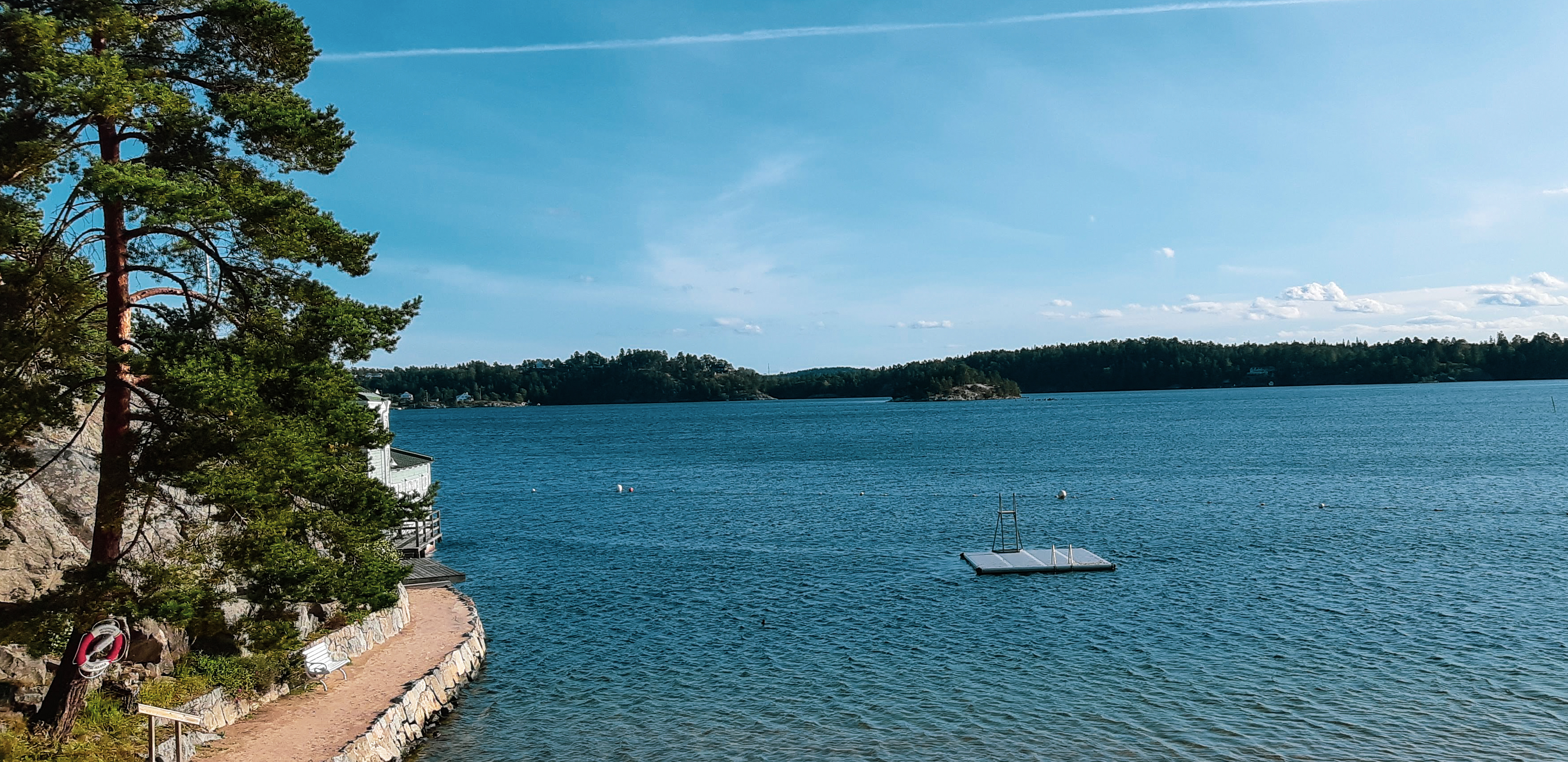
El islote Saltsjöbaden, también llamada isla Kang Youwei en chino.

Tras el fracaso de la Reforma de los Cien Días, Kang Youwei huyó de China. En 1898 llegó a Japón vía Hong Kong. Kang llegó a Suecia en 1904 y quedó profundamente atraído por el paisaje. Compró un islote frente a Saltsjöbaden y construyó un jardín y un edificio de estilo chino llamado "Beihai Caotang" (chino: 北海草堂). Muchos chinos todavía conocen esta isla como isla Kang Youwei.